# 八島町 (福島市)
八島町（やしまちょう）は、福島県福島市の町名。丁番を持たない単独町名である。郵便番号は960-8136。

## 地理
市の本庁所管にあたる中央東地域に属し、中心市街地の北東部に位置する。東西は福島市道32号矢剣町本内線から福島市道豊田町八島町線（旧奥州街道）にかけて、福島市道156号入江町桜木町線から国道115号にかけての範囲を町域とする。北で五十辺地区（西から松山町、田中島、舘ノ前、矢倉下、蝦貫、北中川原）と、東で堀河町と、南東で東浜町の北西角と、南で桜木町と、西で入江町とそれぞれ隣接する。上町に所在する 福島警察署及び天神町に所在する福島消防署のそれぞれ管轄にあたる。町内は住宅地が広がり、複数の医療施設が立地する。

## 歴史
1940年代に従来の大字五十辺を廃し、地番呼称変更が行われ設置された。1964年に住居表示が実施され現在に至る。

## 世帯数と人口
2021年（令和3年）10月31日現在の世帯数と人口は以下の通りである。
| 町丁   | 世帯数  | 人口  |
| ------ | ------- | ----- |
| 八島町 | 450世帯 | 907人 |

## 小・中学校の学区
市立小・中学校に通う場合、学区は以下の通りとなる。
| 番地 | 小学校                 | 中学校                 |
| ---- | ---------------------- | ---------------------- |
| 全域 | 福島市立福島第三小学校 | 福島市立福島第三中学校 |

## 交通

### 鉄道
- 域内に鉄道施設は存在しない。

### 道路
- 国道115号
- 福島市道32号矢剣町本内線
- 福島市道156号入江町桜木町線
- 福島市道豊田町八島町線 旧電車通り（旧奥州街道、旧国道4号）

### バス
福島交通路線バス
岩谷下
- 4番ポール
  - 宮下町経由福島駅東口
  - 直通・バイパス経由医大
  - 福島駅東口

1～4番ポールのうち国道115号上にある4番ポール（上り福島駅方面）が当町域に立地する。
福島赤十字病院
- 0番ポール
  - ヘルシーランド経由福島駅東口
  - 新町経由福島駅東口

## 施設
- 福島赤十字病院
- 一陽会病院
- 日蓮正宗広布寺